# Конвой № 4003
Конвой № 4003 — японський конвой часів Другої світової війни, проведення якого відбувалось у жовтні 1943 року.
Вихідним пунктом конвою був атол Трук у центральній частині Каролінських островів, де ще до війни створили потужну базу японського ВМФ, з якої до лютого 1944 року провадились операції у цілому ряді архіпелагів. Пунктом призначення став розташований у Токійській затоці порт Йокосука, що під час війни був обраний як базовий для логістики Труку.
До складу конвою увійшли транспорти «Чіхая-Мару» (Chihaya Maru), «Хакодзакі-Мару», «Асахісан-Мару» та «Сіганоура-Мару», тоді як охорону забезпечував кайбокан (фрегат) «Окі».
Загін вийшов у море 3 жовтня 1943 року. Його маршрут пролягав через кілька традиційних районів патрулювання американських підводних човнів, які зазвичай діяли на підходах до Труку, біля Маріанських островів, островів Оґасавара та поблизу східного узбережжя Японського архіпелагу. 10 жовтня з «Окі» помітили торпедний слід та скинули глибинні бомби на ймовірне місцезнаходження ворожої субмарини, проте це не призвело до якихось результатів. Утім, у підсумку проходження конвою № 4003 відбулось успішно, і 12 жовтня він без втрат досягнув Йокосуки.